# Absolutyzm moralny
Absolutyzm moralny – pogląd z dziedziny etyki, ściśle powiązany z deontologią, zgodnie z którym istnieją obiektywne, wieczne, niezmienne normy moralne, które obowiązują zawsze i wszędzie, niezależnie od intencji, motywów i konsekwencji czynów. Do przedstawicielu nurtu absolutystycznego w etyce należeli m.in. Platon, św. Augustyn z Hippony, św. Tomasz z Akwinu, John Locke i Immanuel Kant.
Absolutyzm moralny jest przeciwieństwem konsekwencjalizmu, poglądu, mówiącego o wyłącznej zależności wartości moralnej uczynków od ich konsekwencji oraz relatywizmu moralnego.